# Projekt 82
Stalingrad-klass, också känd som Projekt 82 (ryska: Тяжёлые крейсера проекта 82) är en fartygsklass bestående av slagkryssare som var tänkta att byggas för den sovjetiska flottan efter andra världskriget. Tre fartyg beställdes, men ingen färdigställdes.
En tung kryssare designades före andra världskriget som ett mellanting mellan de lätta kryssarna i Kirov- och Chapajev-klasserna och slagkryssarna i Kronshtadt-klassen. Specifikationen, eller OTZ på ryska, gavs ut i maj 1941, men planerna skrinlades i och med invasionen av Sovjetunionen av Tyskland. Klassen föreslogs för byggnation igen 1943. Efter en lång utdragen designperiod, med Josef Stalin—en stor förespråkare av projektet—ofta hade ett finger med i, kölsträcktes vid Marti-varvet i Nikolajev (1951) och vid det baltiska skeppsvarvet i Leningrad (1952) och ett tredje fartyg var planerat för varvet i Severodvinsk.
Projekt 82:s design som beställdes skulle ha varit mycket större än den ursprungliga mellanliggande designen, så mycket att de ansågs vara efterträdare till den Kronshtadts-klassen, som hade avbeställt vid andra världskrigets utbrott. Enligt Stalins tankegångar skulle Stalingrad-klassens roll vara att störa och bryta upp en fiendes lätta kryssare när de närmade sig den sovjetiska kusten. Men efter hans död i mars 1953 avbeställdes fartygen av ministeriet för transport och tunga maskiner. Endast det ofullständiga skrovet av Stalingrad sjösattes och användes som ett flytande mål för sjömålsrobotar. Det skrotades omkring 1962.